# 夏侯道遷
夏侯道迁（440年代？—510年代？），谯郡谯县（今安徽省亳州市）人，南北朝军事人物。

## 生平
夏侯道迁年轻时意志坚定、操守端正。十七岁时，父母打算让他与韦氏结婚，他说：“我有志游历四方，不想娶妻。” 但家里人都以为他是戏言。到了结婚那天，他却离家出走了。后来有人问起这事，他才坦白说当时逃到了益州。他曾效力于南朝齐，因军功先后转任前军将军、辅国将军。他跟随裴叔业前往寿春任职，担任南谯郡太守。由于与裴叔业不合，他独自骑马归降北魏，被授予骁骑将军之号，又跟随王肃再次赶赴寿春，奉命镇守合肥。景明二年（501年），王肃去世后，他放弃合肥，再次逃亡到南朝齐。庄丘黑担任征虏将军、梁秦二州刺史，驻军南郑时，他在其麾下担任梁州长史，兼任汉中郡太守。天监三年（504年），庄丘黑去世，梁武帝任命王珍国为梁州刺史。在王珍国到任前，夏侯道迁暗中谋划归降北魏。此前，仇池镇将杨灵珍叛离北魏，战败后南逃，梁武帝任命他为代理武都王，想让他协助驻守汉中。夏侯道迁对此心存忌惮，梁武帝便派亲信吴公之等十多人作为使者前往南郑。夏侯道迁假意与使者合谋，想诱骗杨灵珍父子前来，杨灵珍起了疑心，没有赴约。于是夏侯道迁杀了五名使者，袭击杨灵珍并斩杀了他父子二人，同时将五名使者的首级送往洛阳。经江悦之等人推荐，夏侯道迁在北魏担任持节、冠军将军、梁秦二州刺史。后来魏宣武帝又任命他为持节、散骑常侍、平南将军、豫州刺史，封丰县开国侯。他从南郑前往洛阳朝见，在太极东堂受到宣武帝召见，不久改封濮阳县开国侯。一年多后，他多次上表请求解除刺史职务，得到了批准。朝廷任命他为南兖州大中正，他没有接受。之后，他出任散骑常侍、平西将军、华州刺史，后又以散骑常侍转任安东将军、瀛州刺史。他治理地方清廉公正，在镇压盗贼方面颇有成效。熙平年间，因病去世，享年六十九岁。被追赠抚军将军、雍州刺史，谥号明侯。

## 家庭

### 兄弟姐妹
- 夏侯氏，嫁裴叔宝

### 子女
- 夏侯夬，北魏镇远将军、南兖州大中正
- 夏侯眘